# Raeren

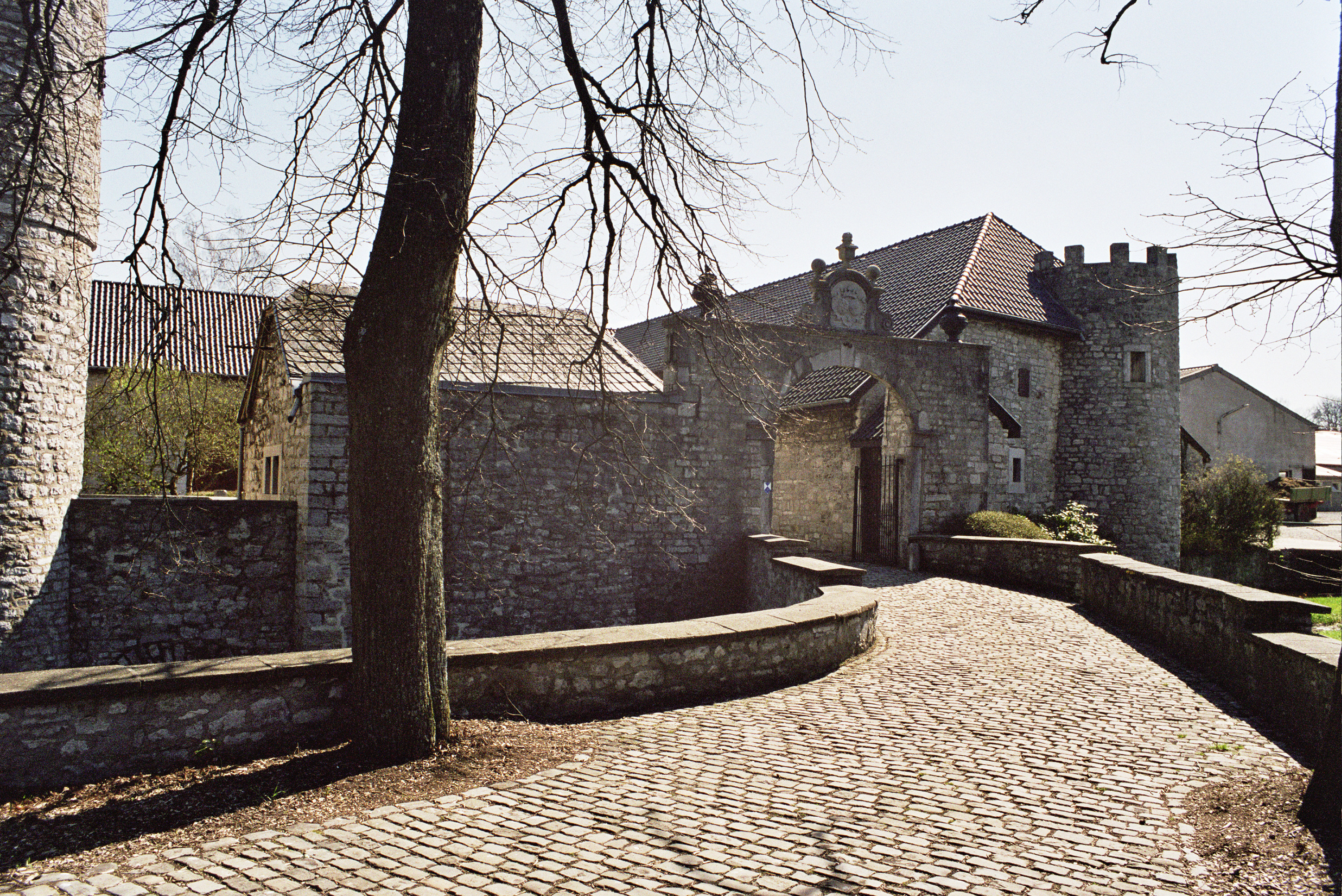

Raeren (phiên âm tiếng Việt: Rê-ê-ren) là một đô thị thuộc tỉnh Liège. Khu vực này đã thuộc Đức cho đến thế chiến I, sau đó thuộc Bỉ. Ngôn ngữ ở đây chủ yếu là tiếng Đức.
Tại thời điểm ngày 1 tháng 1 năm 2006, Raeren có tổng dân số 10.091 người. Tổng diện tích là 74,21 km² với mật độ dân số 136 người trên mỗi km².